# Kazuo Kubokawa
Kazuo Kubokawa (窪川一雄?, Kubokawa Kazuo; 1903 – 3 gennaio 1943) è stato un astronomo giapponese.
Laureatosi in astronomia all'Università Imperiale di Tokyo, iniziò lavorando presso l'osservatorio dell'istituto stesso, per essere poi nominato nel 1938 presidente dell'Astronomical Association sezione di Taiwan, all'epoca territorio giapponese. Nel 1942 avviò i lavori per la costruzione dell'osservatorio Shintakayama sul monte Yu Shan, tuttavia l'esito degli eventi bellici e la sua morte, avvenuta nel 1943 per febbre tifoide, causarono l'interruzione del progetto.
Il Minor Planet Center gli accredita la scoperta dell'asteroide 1139 Atami effettuata il 1º dicembre 1929 in collaborazione con Okuro Oikawa.
Gli è stato dedicato l'asteroide 6140 Kubokawa.